# Raja Ravi Varma
Raja Ravi Varma  (29 tháng 4 năm 1848 - 2 tháng 10 năm 1906) là một họa sĩ và nghệ sĩ người Ấn Độ. Ông được coi là một trong những họa sĩ vĩ đại nhất trong lịch sử nghệ thuật Ấn Độ vì một số lý do xã hội thẩm mỹ và rộng lớn hơn. Đầu tiên, các tác phẩm của ông được coi là một trong những ví dụ điển hình nhất về sự hợp nhất của các kỹ thuật châu Âu với sự nhạy cảm thuần túy Ấn Độ. Trong khi tiếp tục truyền thống và thẩm mỹ của nghệ thuật Ấn Độ, các bức tranh của ông sử dụng các kỹ thuật nghệ thuật hàn lâm mới nhất của châu Âu thời đó. Thứ hai, Varma nổi bật vì đã cung cấp các tác phẩm in thạch bản giá cả phải chăng cho công chúng, điều này giúp tăng cường đáng kể tầm với và tầm ảnh hưởng của ông như một họa sĩ và nhân vật của công chúng. Thật vậy, các bản in thạch bản của Varma đã làm tăng sự tham gia của những người bình thường với mỹ thuật và định nghĩa thị hiếu nghệ thuật giữa những người bình thường trong vài thập kỷ. Cụ thể, các mô tả của Varma về các vị thần và các tập phim Ấn Độ giáo từ sử thi và Purana đã nhận được sự chấp nhận rộng khắp của công chúng và được tìm thấy, thường là tranh vẽ các thần được thờ cúng, xuyên suốt khắp nước Ấn Độ.  
Raja Ravi Varma có liên quan mật thiết đến gia đình hoàng gia Travancore của bang Kerala ngày nay ở Ấn Độ. Sau này, hai cô cháu gái của ông được nhận vào gia đình hoàng gia này, và hậu duệ của họ bao gồm toàn bộ gia đình hoàng gia Travancore hiện tại, bao gồm ba Maharajas mới nhất (Balarama Varma III, Marthanda Varma III và Rama Varma VII). 

## Đời tư
Raja Ravi Varma được sinh ra với tên M. R. Ry. Ravi Varma, Koil Thampuran của Kilimanoor tại cung điện Kilimanoor trong nhà nước cổ xưa Travancore (Kerala ngày nay)  trong một gia đình quý tộc mà trong hơn 200 năm đã cung cấp những người chồng phối ngẫu cho các nàng công chúa của gia đình hoàng gia mẫu hệ Travancore. Danh hiệu Raja được trao cho ông là từ danh hiệu cá nhân của Viceroy và Toàn quyền Ấn Độ. 

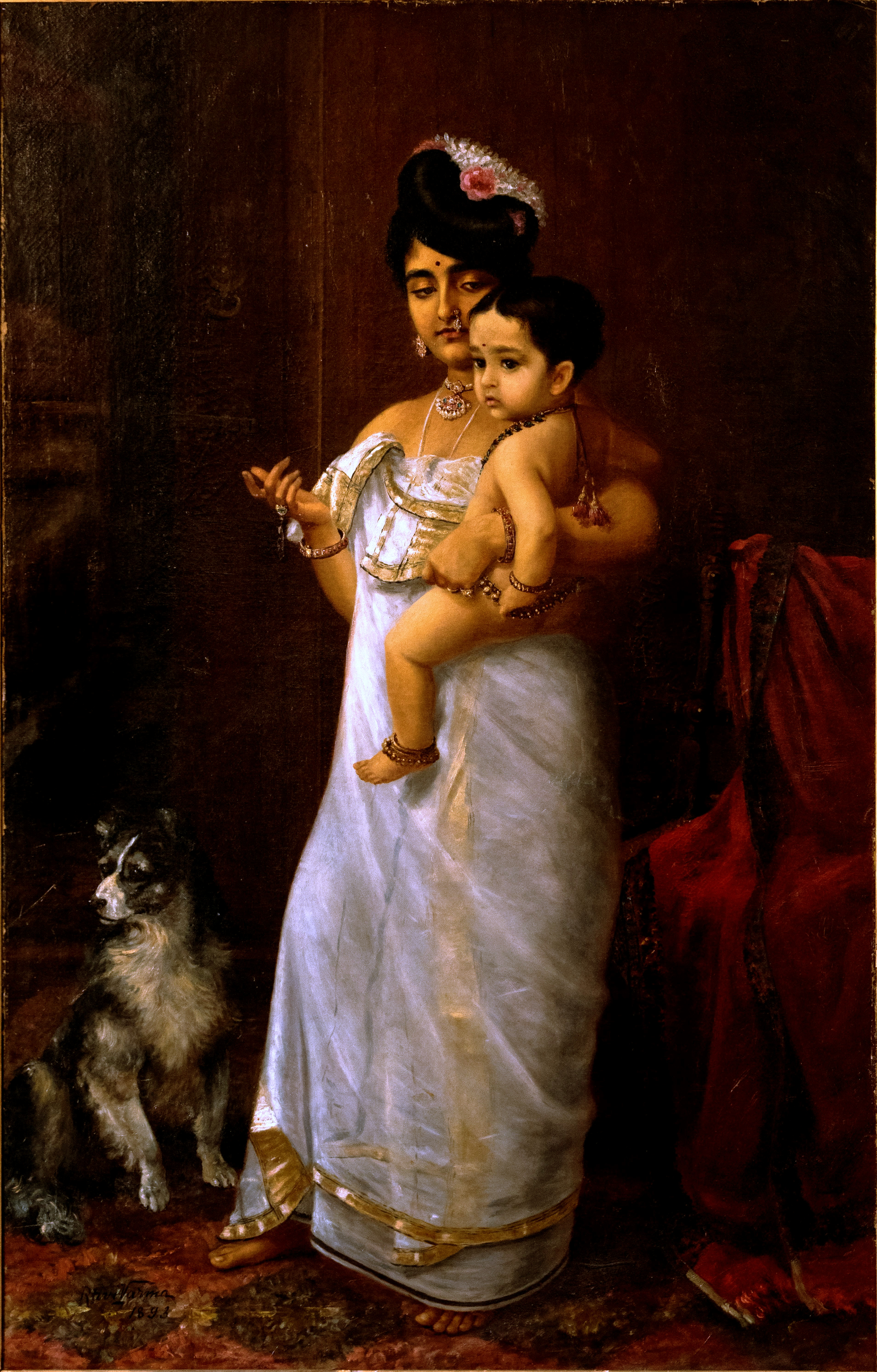
Papa đến đây (1893), miêu tả con gái của Varma là Mahaprabha với một trong những người con trai của bà.

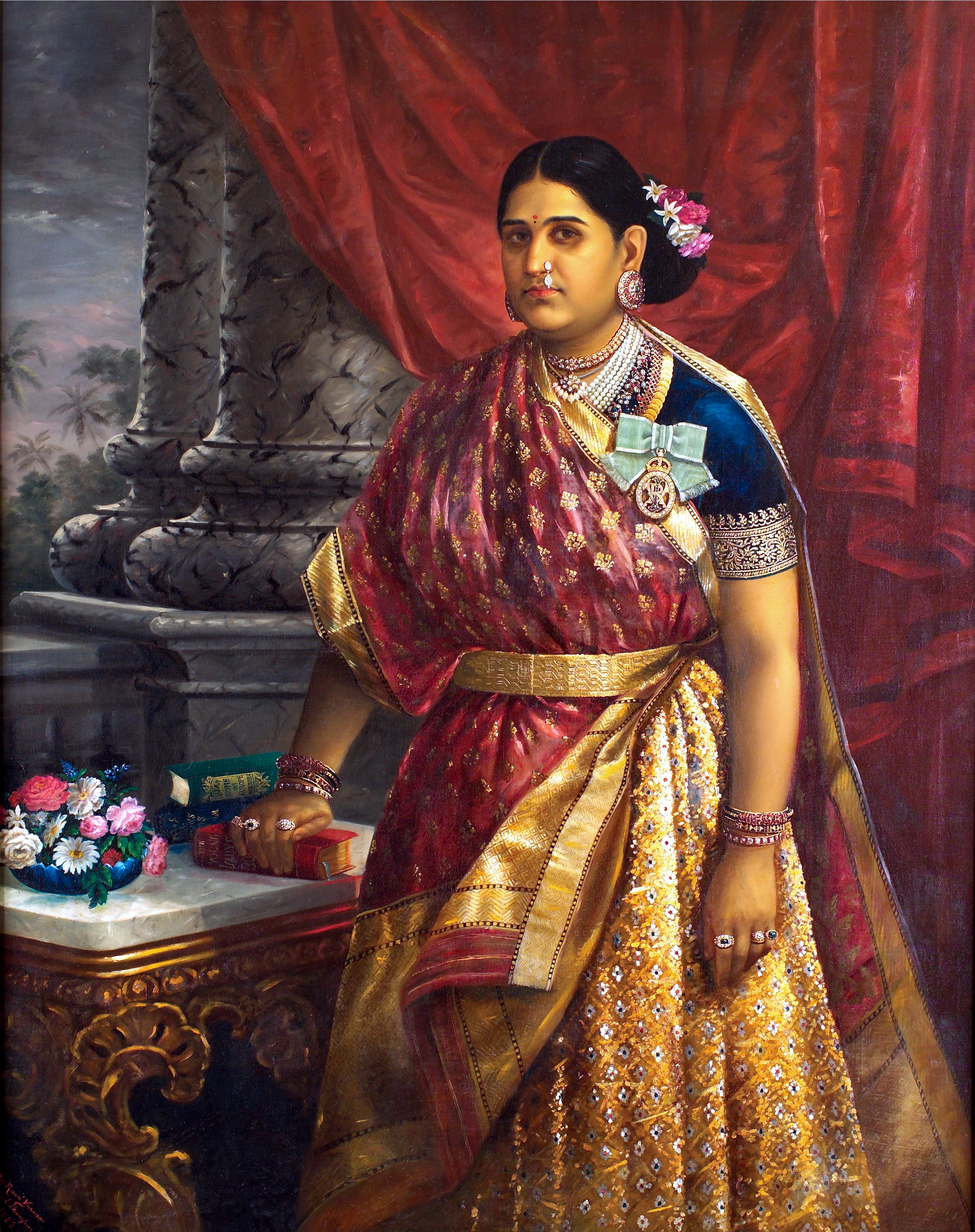
Chị dâu của Varma, Bharani Thirunal Lakshmi Bayi, Rani of Attingal (hay Travancore), người đã nhận nuôi cháu gái của Varma vào năm 1900

Ravi Varma là con trai của Ezhumavil Neelakanthan Bhattatiripad và Umayamba Thampurratti. Mẹ của ông, Uma Ambabayi Thampuratty (hay Umayamba Bayi Thampuratty) thuộc về gia đình nam tước cai trị vùng đất phong kiến Kilimanoor trong vương quốc Travancore. Cô là một nhà thơ và nhà văn của một số tài năng, và tác phẩm Parvati Swayamvaram của cô đã được Varma xuất bản sau khi cô qua đời. Cha của Ravi Varma là một học giả về tiếng Phạn và Ayurveda và được coi trọng trong quận Ernakulam ở Kerala. Ravi Varma có hai anh chị em, một chị tên Mangala Bayi và một anh trai tên Raja Varma (sinh năm 1860). Người cuối cùng cũng là một họa sĩ và làm việc chặt chẽ với Ravi Varma trong suốt đời ông. 
Năm 1866, ở tuổi 18, Varma đã kết hôn với Bhageerthi Bayi (được gọi chính thức là Pooruruttati Nal Bhageerathi Bayi Thampuratty) 12 tuổi của gia đình hoàng gia của Mavelikkara, một lãnh địa lớn của vương quốc Travancore. Đáng chú ý, dòng họ Mavellikara là một nhánh của Hoàng gia Travancore. Bhageerthi là con út trong ba chị em gái và cả hai chị gái của cô đã được nhận vào gia đình hoàng gia Travancore vào năm 1857 để tiếp tục dòng dõi. Họ được biết đến với cái tên Senior and Junior Rani of Attingal, và trong thế hệ con cháu của họ đã được trao quyền kế vị ngai vàng của Travancore. Do đó, mối liên hệ của Ravi Varma với hoàng gia trở nên rất thân thiết do cuộc hôn nhân của ông với Bhageerthi. Thật vậy, những đứa con của ông (vì chúng thuộc về gia đình của mẹ chúng) sẽ được sinh ra trong hoàng gia. Cuộc hôn nhân, được bố mẹ sắp xếp theo trật tự đúng đắn của người Ấn Độ, rất hài hòa và thành công. Cặp vợ chồng may mắn có năm đứa con, hai con trai và ba con gái. Con trai lớn của họ, Kerala Varma (b.1876) có khí chất tâm linh quá mức. Ông không bao giờ kết hôn và cuối cùng từ bỏ thế giới, rời khỏi nhà vào năm 1912. Con trai nhỏ, Rama Varma (sinh năm 1879), được thừa hưởng tài năng nghệ thuật của cha mình và học tại Trường Nghệ thuật JJ, Mumbai. Ông kết hôn với Gowri Kunjamma, em gái của Dewan PGN Unnithan, và trở thành cha của bảy đứa trẻ. 
Tuy nhiên, những cô con gái của Ravi Varma đã được định mệnh trở nên vĩ đại, mặc dù không phải trong lĩnh vực nghệ thuật, cũng không phải cá nhân, mà thông qua con gái của họ. Ba cô con gái của Ravi Varma và Bhageerthi Bayi là Mahaprabha Amma (người có hai bức tranh nổi tiếng nhất của Varma), Uma Amma (được đặt theo tên của mẹ của Varma) và Cheria Kochamma. Năm 1900 CE, Hoàng gia Travancore một lần nữa phải đối mặt với một cuộc khủng hoảng liên tiếp. Hai chị gái của Bhageerthi, người đã được nhận nuôi để tiếp tục dòng dõi, đã thất bại trong việc tạo ra những người thừa kế mong muốn. Họ đã có sáu đứa con giữa họ, nhưng chỉ có hai trong số họ sống sót, và cả hai đều là con trai (cũng tình cờ, sau đó chết không con). Theo hệ thống Marumakkathayam mẫu hệ, việc kế vị ngai vàng chỉ có thể tiến triển qua con cái, và do đó cần phải làm con nuôi. Truyền thống ra lệnh rằng hai cô gái thuộc các chi nhánh của Hoàng gia được nhận nuôi cùng nhau. Họ sẽ được chỉ định là Senior và Junior Rani of Attingal, và sự kế vị ngai vàng của Travancore sẽ được trao cho thế hệ con cháu của họ, theo hệ thống kế vị Marumakkathayam khác thường và độc đáo. 
Hai trong số cháu gái Varma đã được số phận chọn để nhận vinh dự này, lý do chính là rằng họ là họ hàng mẫu hệ gần nhất để đảm đương nhiệm vụ làm Rani của Attingal. Vào tháng 8 năm 1900, con gái lớn của Mahaprabha là Lakshmi Bayi (5 tuổi) và con gái lớn của Uma là Parvati Bayi (4 tuổi) được nhận vào gia đình Hoàng gia Travancore. Đó là Bharani Thirunal Lakshmi Bayi, bà cô còn sống của họ, người đã chính thức nhận nuôi chúng. Cô ấy đã chết trong vòng một năm sau khi làm điều này, và hai cô gái sau đó được cài đặt lần lượt là Senior và Junior Ranis of Attingal. Họ đã kết hôn khi còn ở tuổi thiếu niên với hai quý ông từ các gia đình quý tộc phù hợp. Đó là Junior Rani, Sethu Parvathi Bayi, người đã sinh ra người thừa kế được chờ đợi nhiều vào năm 1912, đúng một ngày sau sinh nhật thứ mười sáu của cô. Tình cờ, chồng cô là cháu trai của Raja Ravi Varma và thuộc về Kilimanoor. Đứa trẻ sơ sinh là Maharaja Chithira Thirunal trong tương lai, Maharaja cầm quyền cuối cùng của Travancore. Ông được theo sau bởi một người anh em (Maharaja Marthanda Varma III tương lai) và một chị gái Lakshmi Bayi, mẹ của Maharaja Rama Varma VII, người hiện đang ở trên ngai vàng (kể từ năm 2013). Trong khi đó, Rani cao cấp (Sethu Lakshmi Bayi, con gái của Mahaprabha Amma, và Nhiếp chính trong giai đoạn 1924-31) cũng sinh hai con gái sau này trong cuộc đời (vào năm 1923 và 1926). 
Theo cách này, toàn bộ gia đình hoàng gia Travancore hiện tại (hiện tại) có nguồn gốc từ Raja Ravi Varma. Nổi tiếng trong số các hậu duệ hoàng gia của ông là các nhà văn Aswathi Thirunal Gowri Lakshmi Bayi và Shaletumar Varma, nghệ sĩ Rukmini Varma và nhạc sĩ cổ điển Aswathi Thirunal Rama Varma. 